# 湯姆·普爾斯格羅夫

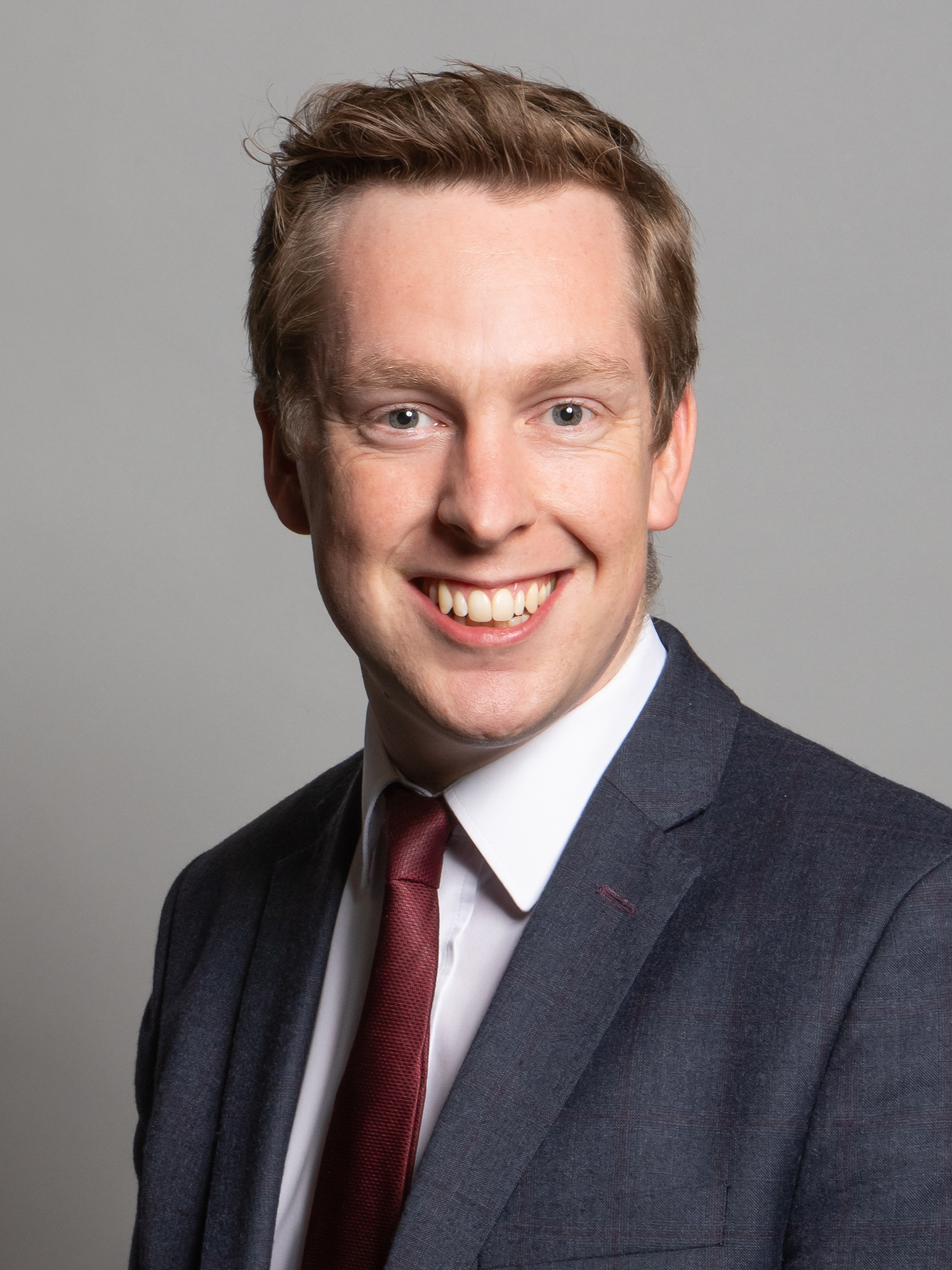

湯姆·普爾斯格羅夫（英語：Tom Pursglove，1988年11月5日—）是一位英格蘭政治人物，他的黨籍是保守黨。自2015年開始，他擔任科比選區選出的英國下議院議員。他畢業於伦敦玛丽女王大学，是草根脫歐組織Grassroots Out的成員。